# Itamonte
Itamonte là một đô thị thuộc bang Minas Gerais, Brasil. Đô thị này có diện tích 788 km², dân số năm 2007 là 13801 người, mật độ 32,1 người/km².